# Поповка (городской округ Клин)
Попо́вка — деревня в городском округе Клин Московской области России. Население — 43 чел. (2010).
Расположена на северо-западе Московской области, в южной части городского округа Клин, на Московском большом кольце А108, примерно в 28 км к юго-западу от окружного центра — города Клина, на правом берегу реки Нудоль, у границы с городским округом Истра, высота центра над уровнем моря — 203 м. Ближайшие населённые пункты — примыкающая на западе Нудоль и Украинка с Шарино на противоположном берегу реки.
В середине XIX века деревня Поповка 1-го стана Клинского уезда Московской губернии принадлежала генерал-майору Василию Даниловичу Святогору-Штепину, в деревне было 25 дворов, крестьян 54 души мужского пола и 45 душ женского.
В «Списке населённых мест» 1862 года — владельческая деревня 1-го стана Клинского уезда по правую сторону Звенигородского тракта, в 20 верстах от уездного города и 18 верстах от становой квартиры, при реке Чёрной, с 11 дворами и 69 жителями (38 мужчин, 31 женщина).
В 1890 году деревня входила в состав Спас-Нудольской волости Клинского уезда, проживало 196 человек.
По данным на 1911 год число дворов составляло 25, работала мелочная лавка.
По материалам Всесоюзной переписи населения 1926 года — деревня Спас-Нудольского сельсовета Спас-Нудольской волости Клинского уезда в 12,8 км от Волоколамского шоссе и 18,1 км от станции Румянцево Балтийской железной дороги; проживало 225 человек (97 мужчин, 128 женщин), насчитывалось 36 хозяйств, из которых 30 крестьянских.
С 1929 года является населённым пунктом Московской области в составе Нудольского сельсовета Новопетровского района (1929—1959), Нудольского сельсовета Рузского района (1959), Нудольского сельсовета Клинского района (1959—1963, 1965—1994), Нудольского сельсовета Солнечногорского укрупнённого сельского района (1963—1965), Нудольского сельского округа Клинского района (1994—2006), сельского поселения Нудольское Клинского района (2006—2017), городского округа Клин (с 2017).

## Население
| 1852 | 1859 | 1890 | 1926 | 2002 | 2006 | 2010 |
| ---- | ---- | ---- | ---- | ---- | ---- | ---- |
| 99   | ↘69  | ↗196 | ↗225 | ↘49  | ↘46  | ↘43  |